# Moschtschny

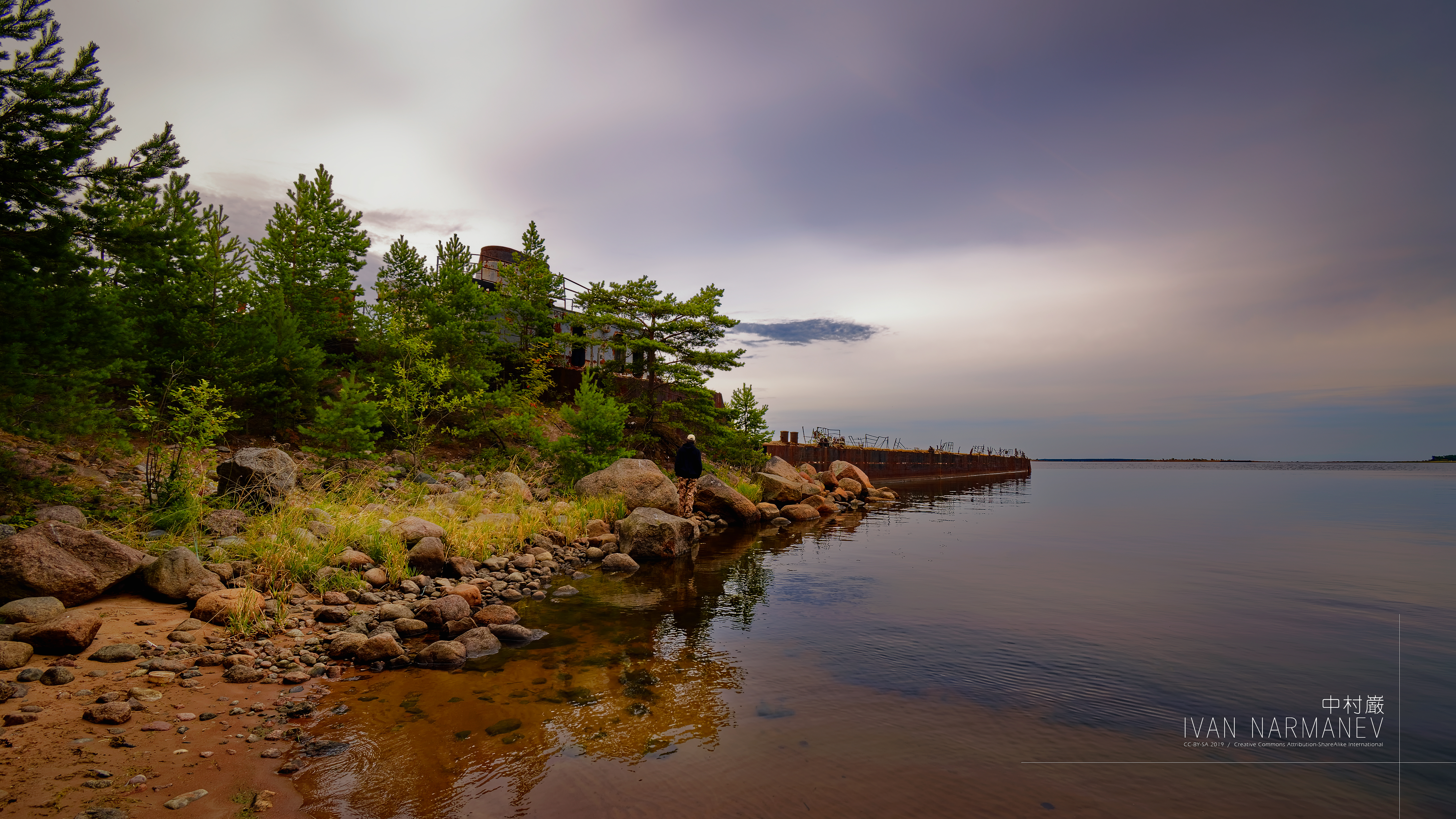
Moschtschny (2019)

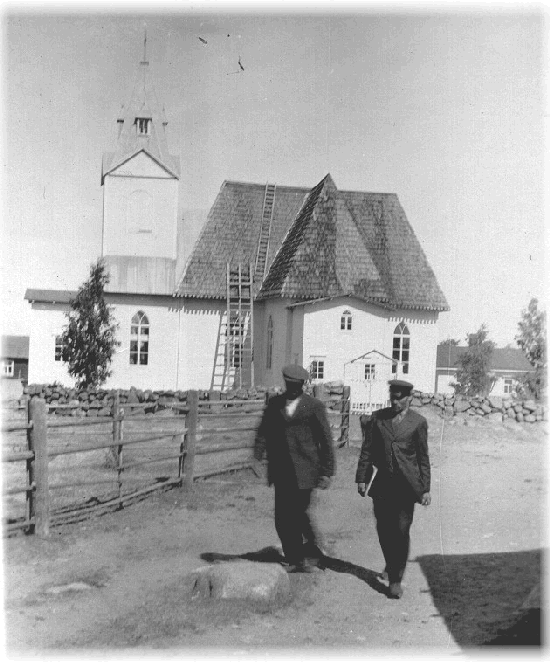
Die nach dem Zweiten Weltkrieg abgebrochene evangelisch-lutherische Kirche

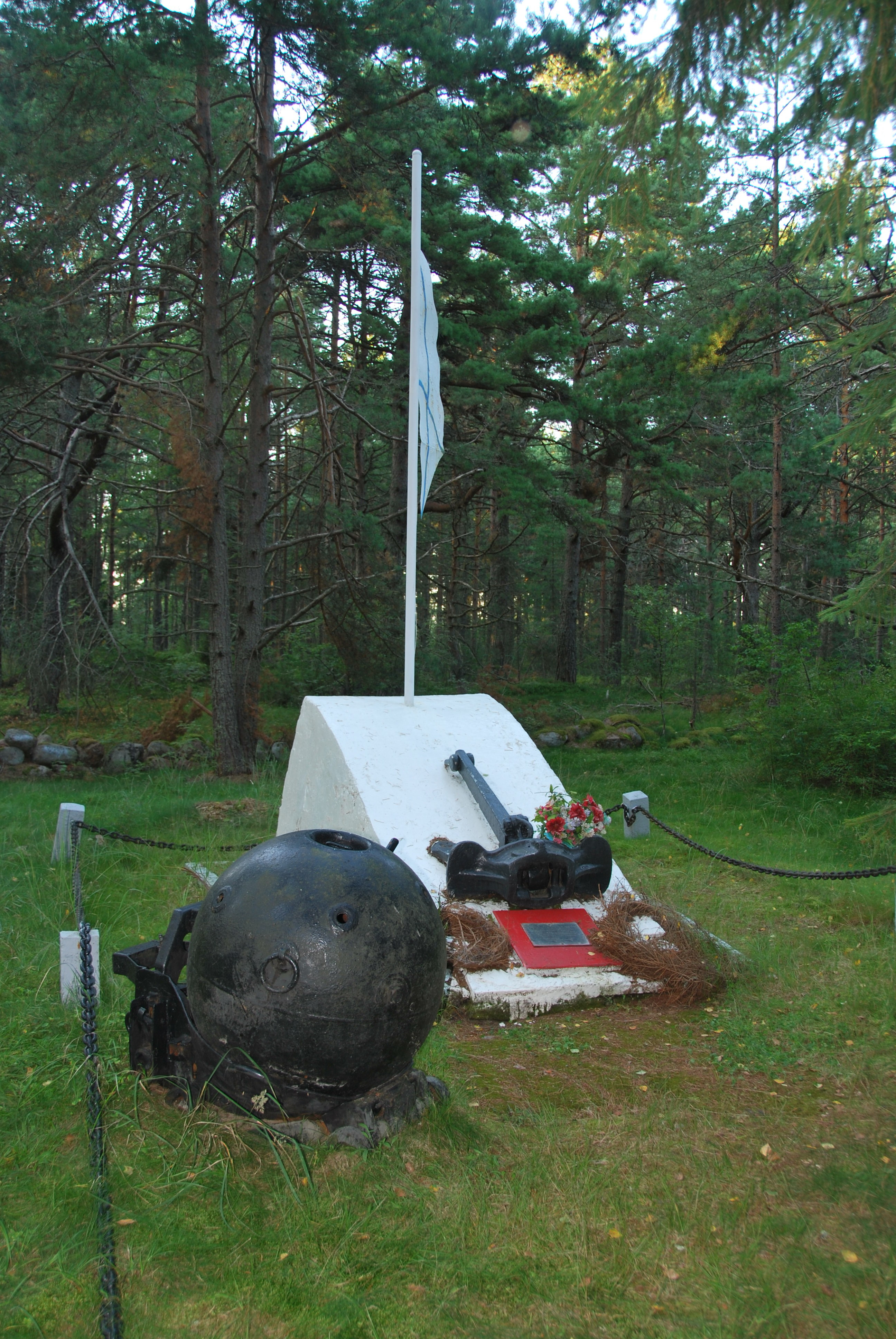
Sowjetisches Marinedenkmal

Moschtschny (russisch: Мощный, bis 1951 Лавенсари; finnisch: Lavansaari; schwedisch: Lövskär; estnisch: Lavassaar) ist eine Insel im Finnischen Meerbusen. Sie liegt in der russischen Oblast Leningrad rund 130 km westlich von Sankt Petersburg und 40 km östlich der Insel Gogland.
Die Fläche der Insel beträgt 13,9 km². Die finnische Bevölkerung (ca. 1100 Einwohner) wurde im Winterkrieg vollständig evakuiert. Anschließend wurde die Insel sowjetischer (jetzt russischer) Marinestützpunkt. Bei der Belagerung von Leningrad war die Insel umkämpft, blieb aber in sowjetischem Besitz.
Die Insel gehörte bis 1940 zu Finnland.